# جاده ئی۱۱۷ اروپا
جاده ئی۱۱۷ اروپا (به انگلیسی: European route E117) یکی از جاده‌های درجه ۲ قاره اروپا است.
این جاده از شهر مینرالنیه وودی (روسیه) شروع شده و در شهر مغری (ارمنستان) به پایان میرسد.